# ベルガ劇場

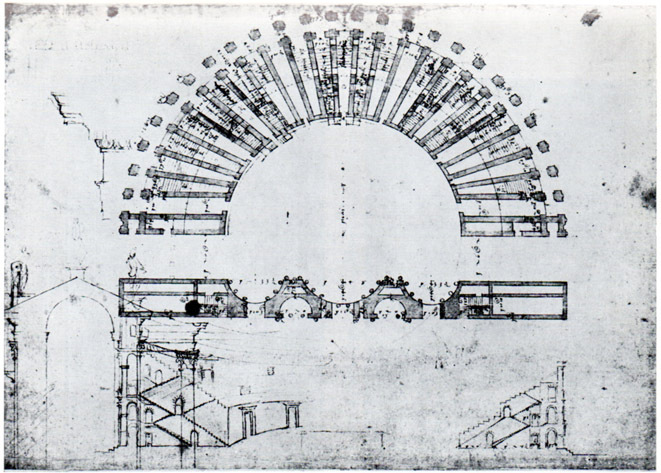
アンドレーア・パッラーディオが描いたベルガ劇場の想像図

ベルガ劇場（イタリア語: Teatro Berga）は、イタリアのヴィチェンツァにあるローマ劇場跡。

## 概要
ヴィチェンツァの中心部からレトロネ川を渡った南側のボルゴ・ベルガ地区に、紀元前1世紀後半に建てられたと考えられている。また、ローマ帝国第4代皇帝クラウディウス（在位 41年 - 54年）頃にはローマ皇帝や帝室の人々の石像で華やかに装飾されたと考えられている。劇場は3世紀頃まで使われていたことが、アフリカ属州のレプティス・マグナから出土した碑文に記されている。
その後、中世になると確実な記録がされるようになり、神聖ローマ皇帝オットー3世（在位 996年 - 1002年）がこの劇場跡をヴィチェンツァ司教に譲渡したことが分かっている。13世紀後半には牢獄として使われ、その後建物は崩落し18世紀前半頃には住居が跡地に建てられたとされる。この住居の一部は現在も残っている。半円形の客席（カウェア）の建物の壁の一部は、現在もこれらの住宅の壁の一部として使われている。建築家アンドレーア・パッラーディオはこれらの住宅を調査することで、ベルガ劇場の全貌を明らかにすることが出来た。
劇場の客席部分（カウェア）の建物の外周直径は約82mで、約5000人かそれを上回る観客を収容できたと推定されている。スカエナエ・フロンス（舞台背後の壁）を飾っていた大理石像の一部は発掘され、サンタ・コローナ自然科学・考古学博物館に収蔵されている。

## アクセス
- ヴィチェンツァ駅から北東へ、徒歩約600m
- 旧市街中心のシニョーリ広場より、南へ約400m